# Philodicus nigrescens
Philodicus nigrescens är en tvåvingeart som beskrevs av Ricardo 1921. Philodicus nigrescens ingår i släktet Philodicus och familjen rovflugor. Inga underarter finns listade i Catalogue of Life.